# Zeuxippus-Thermen

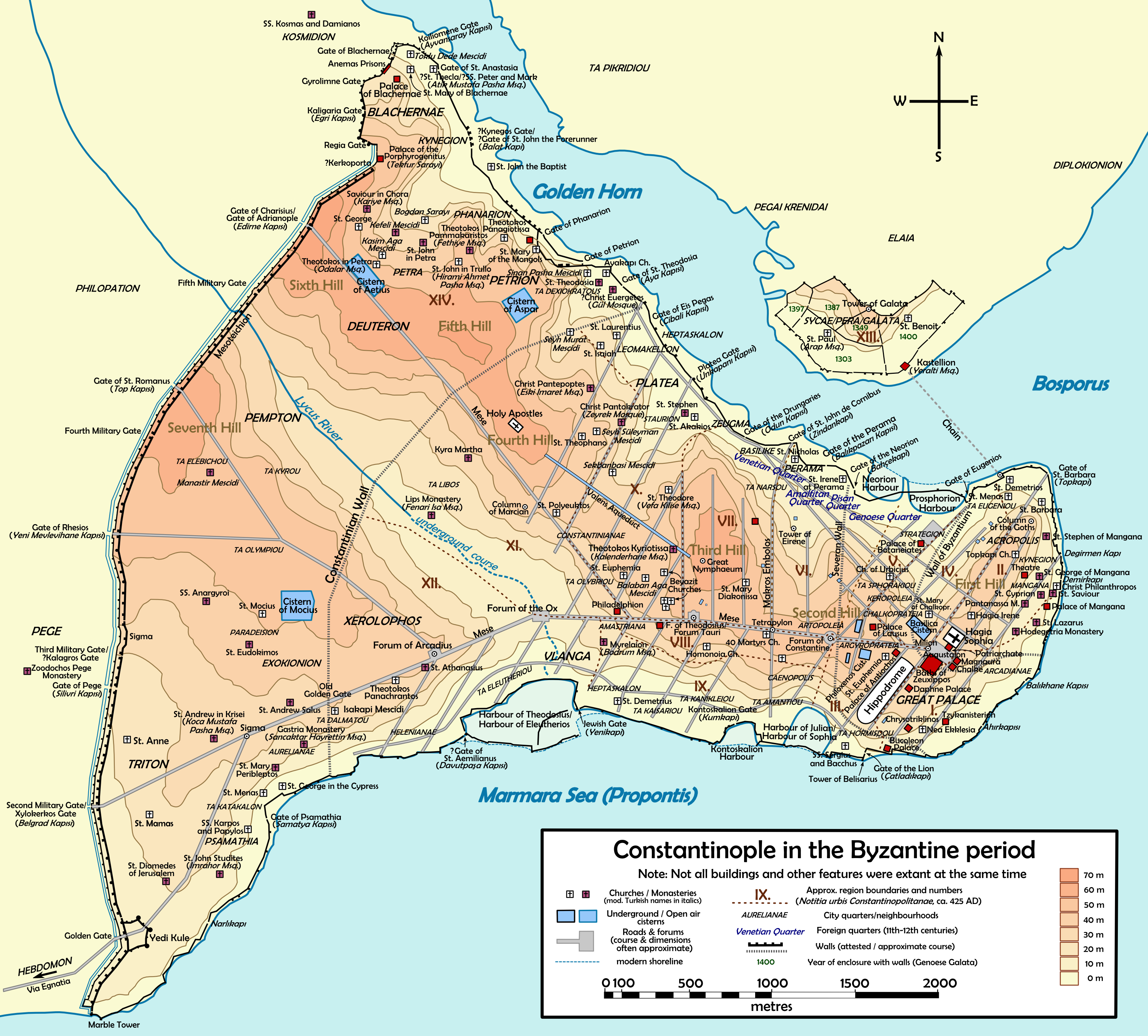
Karte des byzantinischen Konstantinopel

Die Thermen des Zeuxippus waren öffentliche Thermen in der byzantinischen Stadt Konstantinopel. Sie wurden um 200 n. Chr. begonnen und in den 320er Jahren, als der Ort zur Reichshauptstadt ausgebaut wurde, erweitert oder sogar erst fertiggestellt. Während des Nika-Aufstandes im Jahr 532 wurde die Badeanlage zerstört und einige Jahre später wiederaufgebaut. Die Thermen waren vor allem bekannt für ihre vielen Statuen, die berühmte Persönlichkeiten darstellten. Im 7. Jahrhundert wurden die Thermen dann für militärische Zwecke genutzt.

## Lage

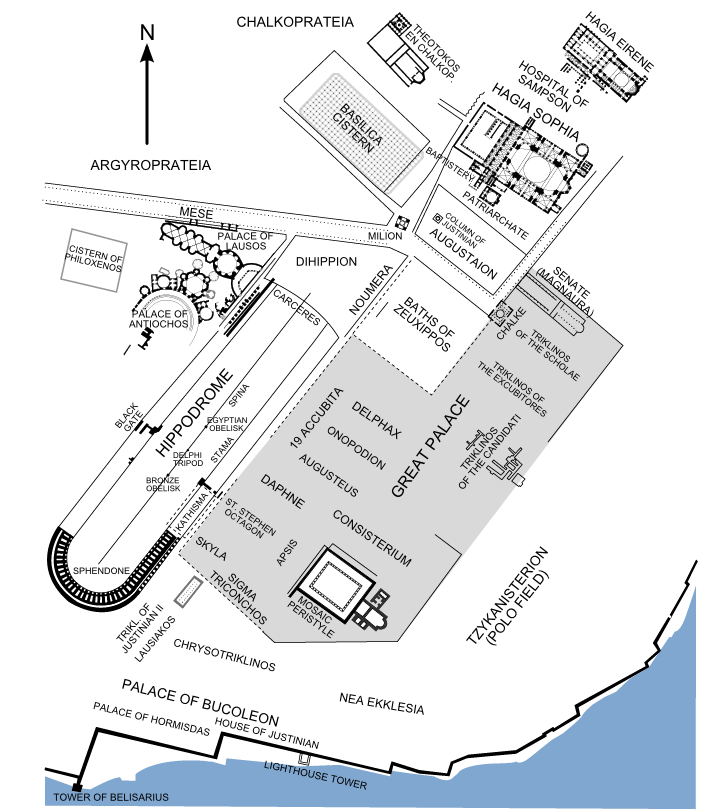
Karte des Großen Palasts des byzantinischen Reiches mit Umgebung

Die Zeuxippus-Bäder befanden sich nördlich des Großen Palasts von Konstantinopel zwischen Augustaion und nordöstlicher Ecke des Hippodroms. Der byzantinische Geschichtsschreiber Johannes Zonaras berichtete im 12. Jahrhundert, wie Septimius Severus die Bäder auf den Grundmauern eines Jupiter-Tempels errichtete und mit dem Hippodrom verband. Der Theologe Leontios von Jerusalem, dessen Beschreibungen als genauer galten und vor Zonaras’ Schriften erschienen, behauptete hingegen, dass die Bäder nicht an das Hippodrom gebaut wurden, sondern in der Nähe standen.

## Errichtung und Benennung
Die Zeuxippus-Thermen gingen auf eine Initiative des römischen Kaisers Septimius Severus (regierte 193–211) zurück. Dieser hatte die Stadt, die damals noch Byzantion hieß, während der Bürgerkriege im Anschluss an das Zweite Vierkaiserjahr zweieinhalb Jahre lang belagert. Nach seinem Sieg hatte er einige Gebäude Byzantions zerstören lassen und dem Ort das Stadtrecht entzogen. Schon kurze Zeit später begann er jedoch, die Stadt durch Stiftung der Zeuxippus-Thermen und des Hippodroms wieder zu fördern. Unklar ist jedoch, ob die Thermen direkt im ersten Anlauf fertiggestellt wurden. Teilweise wird in der archäologischen Forschung angenommen, dass die Bauarbeiten am Hippodrom unter Septimius' Nachfolger Caracalla (regierte 211–217) noch weitergeführt, dann aber eingestellt wurden. Das Bauwerk wäre dann erst von Konstantin dem Großen (regierte 306–337) fertiggestellt worden, nachdem dieser Byzantion zur Reichshauptstadt ausersehen und ein großes Bauprogramm für den Ort in die Wege geleitet hatte. Andere Wissenschaftler gehen dagegen davon aus, dass das Bauprojekt des Septimius Severus nach einigen Jahren erfolgreich abgeschlossen wurde und Konstantin in den 320er Jahren lediglich einen Ausbau oder eine Renovierung des Gebäudes veranlasst habe. Aus dem Chronicon Paschale ist bekannt, dass diese Baumaßnahmen im Auftrag Konstantins 328 abgeschlossen waren und die Zeuxippus-Thermen 330 gemeinsam mit der gesamten neu gestalteten Stadt eingeweiht wurden.
Die Herkunft des Namens der Thermen ist ungeklärt. Seinen Namen soll das Badhaus von dem Ort haben, an dem es erbaut wurde, wo ursprünglich ein Kultplatz für Helios stand, der oft mit Zeus gleichgesetzt wurde. Es könnte dort auch eine Statue des Zeus gestanden haben oder Gemälde des griechischen Malers Zeuxis von Herakleia (auch Zeuxippus von Herakleia) ausgestellt gewesen sein.

## Ausstattung
Zu der Dekoration gehörten Mosaiken, Gemälden und Inkrustationen aus Buntmarmor wie Rosso Africano und Giallo Africano. Es wurde ein Fries mit Delphinen und Nereiden aus prokonnesischem Marmor gefunden, der auf eine Dekoration mit Meeresmotiven hindeutet. Zusätzlich wurden bei der Neugestaltung durch Kaiser Konstantin 80 Bronzestatuen aufgestellt, die meist bedeutende historische Persönlichkeiten (wie etwa Homer, Hesiod, Platon, Aristoteles und Gaius Iulius Caesar), aber auch mythologische Personen und Götter darstellten. Ob die Statuen neu angefertigt oder, wie oft vermutet wird, aus verschiedenen Teilen des römischen Reiches (besonders Griechenland) nach Konstantinopel zusammengetragen wurden, lässt sich nicht sicher feststellen. Die Bäder folgten damit einem zeitgenössischen architektonischen Trend: Bauwerke wie das Senatsgebäude, das Forum und der sogenannte Lausus-Palast wurden alle mit ähnlichen Statuen von mythologischen Helden, historischen Figuren und bedeutenden Persönlichkeiten geschmückt. Diese Rückbesinnung auf frühere Epochen entspricht einem häufiger nachzuweisenden „Verlangen dieser Zeit, die Kräfte der Vergangenheit wieder lebendig zu machen“.

## Nutzung
Für eine recht geringe Gebühr konnte jeder den Badekomplex nutzen. Während das Areal offensichtlich vor allem als öffentliche Badeanstalten genutzt wurde, gab es aber auch weitere Möglichkeiten zur Erholung. Neben dem eigentlichen Thermenbau existierte ein großes offenes Peristyl, das zu einem Gymnasium gehörte. Es handelte sich somit wohl um Gymnasium-Thermen: Überwölbte Räume wechselten mit offenen rechteckigen Arealen für Übungen.
Badewärter überwachten den Komplex, kümmerten sich um Öffnungszeiten und die Einhaltung der Regeln. Frauen und Männer durften nicht gemeinsam baden. Sie waren entweder in unterschiedlichen Gebäudeteilen untergebracht oder badeten zu unterschiedlichen Zeiten.
Obwohl es in Konstantinopel einige Thermenanlagen gab, scheinen die Zeuxippus-Thermen besonders bedeutsam gewesen zu sein, da sie in diversen literarischen Berichten erwähnt werden und in sehr zentraler Lage errichtet worden waren. Sogar Geistliche und Mönche wurden dort gesehen, obwohl ihre Vorgesetzten die Bäder als Orte des gottlosen Verhaltens geißelten.
Während des Nika-Aufstandes im Jahr 532 wurden große Teile der Stadt zerstört und Tausende Menschen starben. Auch die Bäder des Zeuxippus wurden durch ein Feuer zerstört. Kaiser Justinian I. baute die Thermen zwar wieder auf und ließ neue Statuen anbringen, doch die vormaligen Kunstwerke waren zerstört und wurden nicht wieder aufgestellt.

## Vom Ende des Badebetriebes bis zur Ausgrabung der Thermen
Zu Beginn des 7. Jahrhunderts änderte sich das öffentliche Baden aufgrund des extremen militärischen und politischen Drucks auf das Byzantinische Reich von einem alltäglichen Ritual zu einem seltenen Luxus. Viele öffentliche Einrichtungen und Veranstaltungsorte wurden für militärische Zwecke umgenutzt. Die Thermen des Zeuxippus wurden zuletzt im Jahr 713 als Badhaus erwähnt, bevor sie für andere Zwecke umgebaut wurden: Ein Teil des Gebäudes wurde zu dem als Noumera bekannten Gefängnis, während ein anderer Teil als Seidenwerkstatt diente.
In den 1460er Jahren wurden Bauteile der Zeuxippus-Thermen für die Errichtung der Fatih-Moschee wiederverwendet. Im Jahr 1556 baute der osmanische Architekt Sinan das Badehaus der Haseki Hürrem Sultan auf dem Gelände der Thermen. In den Jahren 1927/1928 wurden Ausgrabungen an diesem Ort durchgeführt und viele historische Relikte wie Steingut und glasierte Keramik geborgen. Dies ermöglichte Einblicke in die Architektur, aber auch in die sozialen Interessen der Menschen und die Kultur von Konstantinopel.

## Rezeption in der Literatur
Der spätantike Dichter Christodoros schrieb ein 416 Zeilen langes Gedicht in Hexametern, das von den prächtigen Statuen der Thermen inspiriert war. Es bestand aus sechs kurzen Epigrammen, von denen sich jedes auf eine kleine Gruppe der Statuen bezog. Es wurde vermutet, dass die Epigramme von Christodorus in die Sockel der Statuen eingeschrieben worden sind, dies ist jedoch aufgrund der beschreibenden Sprache und der Verwendung des Präteritums unwahrscheinlich.
Eine Bestätigung fand die Beschreibung des Christodoros bei der Ausgrabung eines Teiles der Thermen durch den Fund zweier Statuenbasen, deren Inschriften zwei von ihm tatsächlich erwähnte Figuren („Hekabe“ und „Aischenes“) nennen.